# Static (The Joykiller)
Static è il secondo album studio del gruppo pop punk statunitense The Joykiller, pubblicato il 21 maggio 1996 da Epitaph Records.

## Tracce
1. Hate – 2:11
2. I Don't Know – 2:08
3. Brainless – 2:41
4. Sanity – 1:51
5. Sad – 2:12
6. White Boy, White Girl – 2:02
7. Destroyer – 1:33
8. Sorry – 1:58
9. Television – 1:56
10. She's So Static – 2:24
11. Wanting the Kiss to Go On – 1:52
12. Get Started – 1:47
13. Nowhere Ever – 2:05
14. What a Girl – 3:26

## Formazione[2]
- Jack Grisham -	voce
- Billy Persons - basso
- Chris Lagerborg - batteria, voce d'accompagnamento
- Ronnie King - pianoforte, fuzz
- Frank Agnew - voce addizionale
- Robbie Allen -	voce addizionale
- Stewart Teggart - voce addizionale
- Sonny Flor - voce addizionale
- Paul Macfayden - voce addizionale
- Dexter Holland - voce addizionale